# Caspar Martin von der Goltz
Caspar Martin von der Goltz (* 29. Januar 1696 in Rehfelde; † 20. Januar 1762 in Küstrin) war ein preußischer Landrat. Er stand von jedenfalls 1735 bis zu seinem Tod dem Arnswalder Kreis vor.
Er stammte aus der neumärkischen uradligen Familie von der Goltz. Sein Vater Joachim Ernst von der Goltz (* 1663; † 1698) war Erbherr auf Kürtow und Rehfelde. Seine Mutter war Ernestine Elisabeth Auguste geborene von Wedel († 1727).
Caspar Martin von der Goltz besuchte ab 1713 die Ritterakademie in Brandenburg. Ab 1716 studierte er an der Universität Halle.
Ab jedenfalls 1735 war er Landrat und Direktor des Arnswalder Kreises in der Neumark. Im Amt blieb er bis zu seinem Tod 1762; sein Nachfolger als Landrat wurde Hans Christoph Dietloff von der Goltz.
Er war mit Charlotte Louise geborener von Rohwedel verheiratet und hinterließ eine Tochter.